# アルス (出版社)

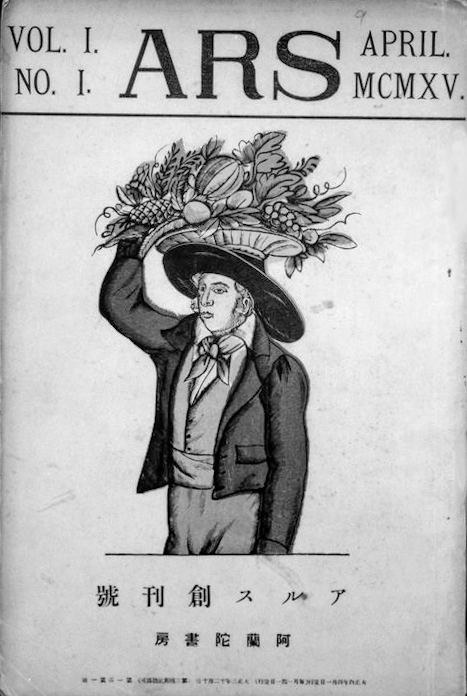
『ARS』創刊号の表紙（和蘭陀書房、1915年4月）

アルス（ARS）は、かつて日本に存在した出版社である。アルスはラテン語で「芸術」の意で、北原白秋の実弟（三男）・北原鐵雄（1887年 - 1957年）が創業者かつ代表者。日本初の写真雑誌『カメラ（CAMERA）』を創刊したほか、北原白秋の詩集などの単行本も多数刊行した。

## 概要
前身は1915年（大正4年）に慶應義塾大学部理財科を中退した北原鉄雄が創立した出版社阿蘭陀書房で、芸術雑誌『ARS（アルス）』を発行していた。同誌には森鴎外、上田敏、谷崎潤一郎、志賀直哉、北原白秋らが寄稿した。阿蘭陀書房は1918年（大正6年）に社名をアルスに変更した。
主として文学書や美術書を出版。とりわけ、日本初の写真雑誌であり戦前・戦後を通じて代表的なカメラ・写真の専門誌であった月刊『カメラ（CAMERA）』を発行したことで知られる。またアルスを退社した北原正雄（鉄雄らのいとこ）は玄光社を興し、斎藤鵠兒編集による『写真サロン』を創刊した。
また、『アルス最新写真大講座』などの講座シリーズも刊行した。1924年（大正13年）12月、『西洋音楽講座』（全6巻）の刊行を始め、以後『大美術講座』、『婦人講座』、『文化大講座』のほか、『建築大講座』、『電気工学』、『機械工学』、『自動車』、『土木工学』、『鉄筋コンクリート工学』など工学系の分野にまで及んだが、それらが出版事業の中心となることはなかった。
ほかに、円本ブームの最中、1927年（昭和2年）から刊行された『日本児童文庫』シリーズが、文芸春秋社の菊池寛企画、興文社刊行の『小学生全集』と競合。5月20日に信用棄損、業務妨害で告訴に踏み切り、中傷合戦となったことでも知られている。
第二次世界大戦中の出版統制により、アトリヱ社（代表者は四男の北原義雄）と合併して、北原出版株式会社となった。戦後は社名をアルスに戻し、美術雑誌『アトリヱ』を復刊。1951年（昭和26年）にはアトリヱ社を再び分離独立させた。

## 主な出版物

### 雑誌
- 「アルス」
- 月刊「カメラ（CAMERA）」創刊1921年
- 月刊「芸術写真研究」創刊1922年
- 月刊「カメラクラブ」創刊1935年
- 月刊「写真の教室」創刊1951年
- 季刊「アルスグラフ」創刊1951年

### 講座
『西洋音楽講座」全6巻、別巻1』（小松耕輔 主幹）、1924年。
- 『西洋音楽講座 第1巻』1924年。
- 『西洋音楽講座 第2巻』1927年。
- 『西洋音楽講座 第3巻』1927年。
- 『西洋音楽講座 第4巻』1927年。
- 『西洋音楽講座 第5巻』1927年。
- 『西洋音楽講座 第6巻』1927年。
- 『西洋音楽講座 別巻』1927年。

『西洋音楽大講座 全8巻 1929年』。
- 『西洋音楽大講座 第1巻』1929年。
- 『西洋音楽大講座 第2巻』1929年。
- 『西洋音楽大講座 第3巻』1929年。
- 『西洋音楽大講座 第4巻』1929年。
- 『西洋音楽大講座 第5巻』1929年。
- 『西洋音楽大講座 第6巻』1929年。
- 『西洋音楽大講座 第7巻』1929年。
- 『西洋音楽大講座 第8巻』1929年。

『アルス音樂大講座 全7巻』1936年。
- 『アルス音樂大講座 第1巻』1936年。
- 『アルス音樂大講座 第2巻』1936年。
- 『アルス音樂大講座 第3巻』1936年。
- 『アルス音樂大講座 第4巻』1936年。
- 『アルス音樂大講座 第5巻』1936年。
- 『アルス音樂大講座 第6巻』1936年。
- 『アルス音樂大講座 第7巻』1936年。

『アルス運動大講座 全12巻』1927年。
- 『アルス運動大講座 第1巻』1927年。
- 『アルス運動大講座 第2巻』1927年。
- 『アルス運動大講座 第3巻』1927年。
- 『アルス運動大講座 第4巻』1927年。
- 『アルス運動大講座 第5巻』1927年。
- 『アルス運動大講座 第6巻』1927年。
- 『アルス運動大講座 第7巻』1927年。
- 『アルス運動大講座 第8巻』1927年。
- 『アルス運動大講座 第9巻』1927年。
- 『アルス運動大講座 第10巻』1927年。
- 『アルス運動大講座 第11巻』1927年。
- 『アルス運動大講座 第12巻』1927年。

- 「アルス婦人講座」（全12巻）1927年）
- アトリエ社編「現代商業美術全集」1929年）
  - （ゆまに書房により復刊）
- 「機械工学大講座」1930年（昭和5年）
- 「アルス最新写真大講座」1935年（昭和10年）
- 「アマチュア写真講座」（全10巻） 1935年（昭和10年）
- 鈴木八郎「アルス大衆写真講座」1937年（昭和12年）
- 「大美術講座」
- 「文化大講座」
- 「建築大講座」

### 単行本
- 北原白秋『白秋小品』1920年。
- 高桑勝雄「フィルム写真術」1920年
- 三宅克己「改訂増補 写真のうつし方」1920年
- 大杉栄『クロポトキン研究』1920年。
- 三宅克己「欧州写真の旅」1921年
- 大杉栄『正義を求める心』1921年。
- オオマア・カイアム『ルバイヤット』（エドワード・フィッツジェラルド 英訳、竹友藻風 訳）、1921年。
- 足立源一郎・小島貞三・辰巳利文「古美術行脚　大和」1922年
- 大杉栄『二人の革命家』（伊藤野枝との共著）、1922年。
- 大杉栄『漫文漫画』（望月桂画）アルス、1922年。
- 中島謙吉「引伸写真術」1923年
- 吉川速男「写真術の新研究」1923年
- 大杉栄『日本脱出記』1923年。
- 鈴木八郎「写真の失敗と其の原因」1924年
- ハモンド「芸術写真作画法」　1924年
- 藤岡亀三郎「児童の手工」1924年
- 成田為三 曲・北原白秋 作「民謡楽譜 磯の燕」1925年
- 湯朝竹山人『小唄研究』1926年。
- 湯朝竹山人『小唄漫考』1926年。
- 高山正隆『高山正隆写真画集』1926年。
- 古泉千樫「長塚節選集」 1926年
- 平塚運一「版画の技法」1927年
- 岡部三郎「文明の利器」1928年
- 福永渙「ガンヂーは叫ぶ」1930年
- 鈴木八郎「整色写真のうつし方」1930年
- 間宮精一「ライカの使ひ方」1938年
- 八木八郎「實用寫眞處方」1939年
- 北野邦雄「デュトーと軟焦点写真」1939年
- 永田二龍「新しい風景写真」1940年
- 熊谷辰男「人物写真と採光」 1940年
- マリー・ストープス「不滅の結婚愛」1940年
- アダム・スベック（永野芳夫 訳）「東洋哲学物語」1940年

### 白秋全集
- 『白秋全集 第一卷』1930年。
- 『白秋全集 第二卷』1929年。
- 『白秋全集 第三卷』1930年。
- 『白秋全集 第四卷』1931年。
- 『白秋全集 第五卷』1930年。
- 『白秋全集 第六卷』1934年。
- 『白秋全集 第七卷』1929年。
- 『白秋全集 第八卷』1933年。
- 『白秋全集 第九卷』1929年。
- 『白秋全集 第十卷』1930年。
- 『白秋全集 第十一卷』1930年。
- 『白秋全集 第十二卷』1930年。
- 『白秋全集 第十三卷』1930年。
- 『白秋全集 第十四卷』1932年。
- 『白秋全集 第十五卷』1930年。
- 『白秋全集 第十六卷』1930年。
- 『白秋全集 第十七卷』1930年。
- 『白秋全集 第十八卷』1930年。

### 日本児童文庫 全76巻

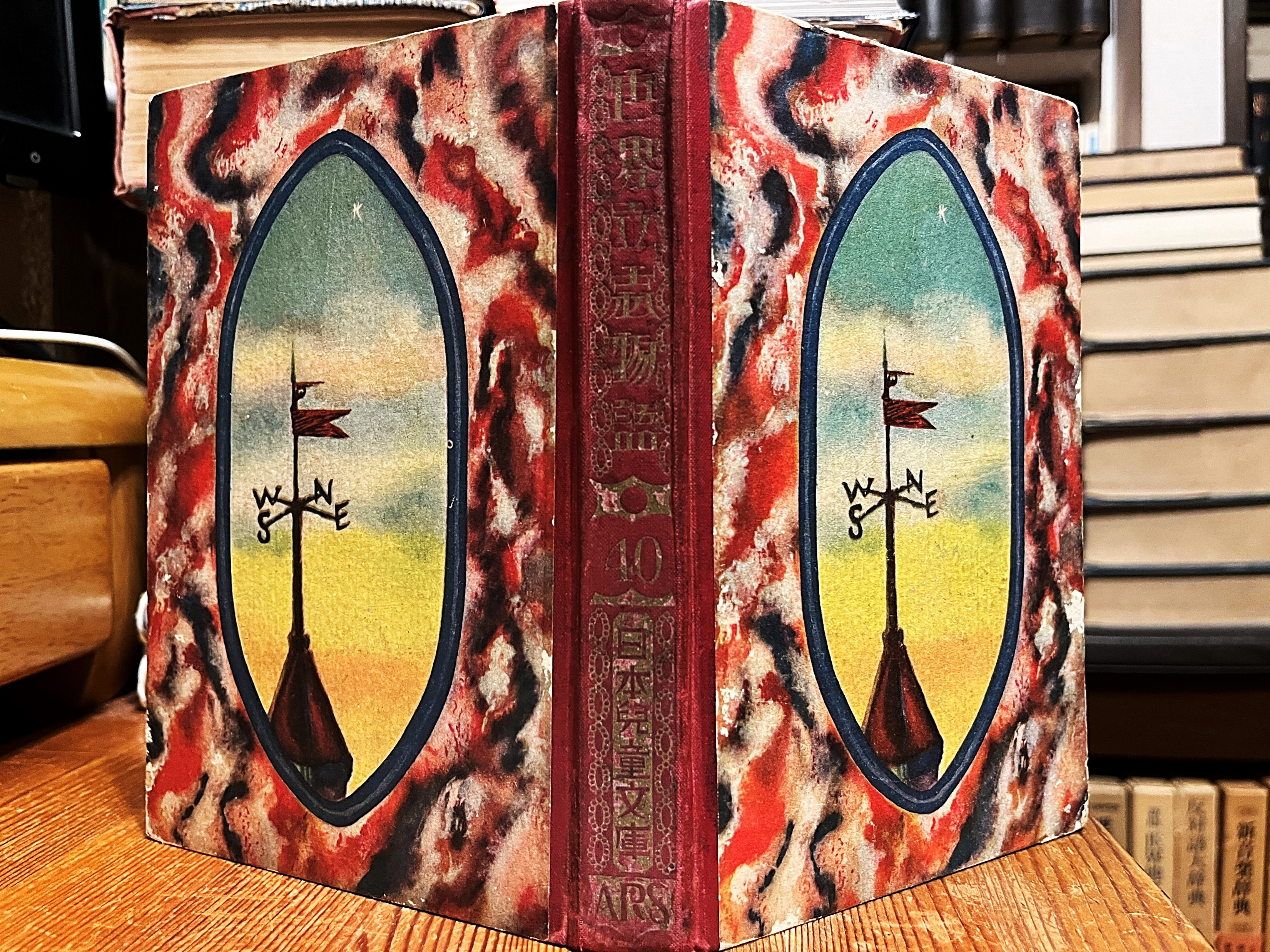
日本児童文庫

1927年から1930年に刊行された全76巻の児童向けの全集。「小学生全集」（興文社、文藝春秋社／菊池寛）と宣伝・販売において熾烈な争いを繰り広げた。予約者のみに配本。芥川龍之介も執筆予定であったが、芥川の死により叶わなかった。
挿絵／武井武雄、竹久夢二、初山磁、岡本帰一ほか。著者・編者／小川未明、北原白秋、坪内逍遙、鈴木三重吉、島崎藤村ほか。恩地孝四郎による装丁。
書名、著者・翻訳者、口絵挿画、発行日、配本回の順
1. 『日本歴史物語（上）』（喜田貞吉著、小村雪岱挿画）、1928年4月8日。	11
2. 『日本歴史物語（中）』（平泉澄著、太田三郎挿画）、1928年6月9日。	13
3. 『日本歴史物語（下）』（中村孝也著、小村雪岱挿画）、1928年4月8日。	19
4. 『西洋歴史物語（上）』（村川堅固著、鈴木淳挿画）、1930年5月16日。	34
5. 『西洋歴史物語（中）』（大類伸著、田中良挿画）、1929年6月30日。	24
6. 『西洋歴史物語（下）』（斎藤清太郎著、鈴木淳 挿画）、1930年1月23日。	31
7. 『東洋歴史物語』（藤田豊八著、水島爾保布挿画）、1929年11月22日。	29
8. 『日本神話伝説集』（柳田国男著、石井了介挿画）、1929年5月12日。	23
9. 『世界神話伝説集』（松村武雄著、初村滋挿画）、1929年3月3日。	21
10. 『日本お伽噺集』（巌谷小波著、小村雪岱 挿画）、1927年7月5日。	2
11. 日本昔話集（上）	柳田国男	岡本帰一	昭和5年3月	33
12. 日本昔話集（下）	金田一京助、田中梅吉、伊波曹猷、佐山融吉	前川千帆	昭和4年4月	22
13. 支那童話集	佐藤春夫	島田とつ郎	昭和4年1月	19
14. 印度童話集	高倉輝	倉田百羊挿画	昭和4年10月	28
15. 日本童話集（上）	島崎藤村	武井武雄	昭和2年8月	3
16. 日本童話集（中）	小川未明	田中良	昭和2年5月	1
17. 日本童話集（下）	豊島輿志雄、楠山正雄、秋田雨雀、濱田広介、宇野浩二、鈴木三重吉	川上四郎	昭和2年10月	5
18. 世界童話集（上）	豊島輿志雄、高倉輝訳	深澤省三口絵、鈴木淳、深澤省三挿画	昭和3年12月	18
19. 世界童謡集（中）	楠山正雄訳	竹久夢二	昭和2年11月	6
20. 世界童話集（下）	山崎光子、松村武雄共訳	竹久夢二	昭和4年5月	23
21. 児童劇集（上）	坪内逍遙	田中良	昭和2年5月	1
22. 児童劇集（下）	久保田万太郎、長田秀雄、秋田爾雀共	挿画 岡本帰一	昭和3年5月	12
23. 日本童謡集	北原白秋	石井了介	昭和4年3月	21
24. 日本新童話集	北原白秋	恩地孝四郎	昭和2年8月	3
25. 世界童謡集	北原白秋他	恩地孝四郎	昭和4年8月	26
26. 児童自由詩集	北原白秋選	恩地孝四郎	昭和3年2月	9
27. イソップ物語	新村出	宇都宮誠太郎	昭和4年7月	25
28. アラビア夜話	森田草平	深澤省三	昭和2年9月	4
29. グリム童話	舟木童信訳	川上四郎	昭和3年11月	17
30. アンデルセン童話集	鈴木三重吉	清水良雄	昭和2年7月	2
31. 西洋少年少女小説集	中村星湖訳	寺内萬次郎	昭和3年1月	8
32. 西洋冒険小説集	大木篤夫	武井武雄	昭和4年9月	27
33. 竹取物語今昔物語謡曲物語	和田萬吉	太田三郎	昭和3年3月	10
34. 太平記物語	藤村作	小村雪岱	昭和4年8月	26
35. 源平盛衰記物語	土田杏村	小村雪岱	昭和2年11月	6
36. 西遊記水滸伝物語	宇野浩二著	水島爾保布	昭和2年12月	7
37. 日本勇者物語	江見水陰	石井了介	昭和3年8月	15
38. 世界勇者物語	廬谷廬村	武井武雄	昭和3年7月	14
39. 日本立志物語	河井酔名	高畠華宵	昭和3年3月	10
40. 世界立志物語	沖野岩三郎	鈴木淳	昭和3年4月	11
41. 発明発見物語	西村真次	岡落葉・口絵ウィルキンソン	昭和2年9月	4
42. 花と果実昆虫の生活	恩田鐵爾、横山桐郎	岡落葉、水島南平	昭和2年12月	7
43. 動物園	石川千代松	岡落葉挿画 深澤省三口絵	昭和3年6月	13
44. 珍しい動植物	川村清一、川村多寶二	近藤湖畔、山田壽雄挿画 深澤省三口絵	昭和4年6月	24
45. 地球と生物と歴史	渡邊萬次郎、石川千代松	深澤省三、石川千代松挿画 深澤省三口絵	昭和5年4月	34
46. 海の科学	野満隆治、駒井卓、赤塚孝三共	深澤省三挿画口絵、岡落葉挿画、加藤隆四郎挿図	昭和3年7月	14
47. 山の科学	今井半次郎、田中阿歌麿、本多静六共	岡落葉・口絵、鈴木淳	昭和2年10月	5
48. 地中の寶	渡邊萬次郎	岡落葉・口絵、鈴木淳	昭和3年2月	9
49. 『星と雲・火山と地震』（山本一清、今村明恒共著、恩地孝四郎挿画）、1930年2月24日。	32
50. 『身体と食物』（正木不如丘著、恩地孝四郎挿画）、1928年1月1日。	8
51. 子供の実験室	石原淳	鈴木淳	昭和3年8月	15
52. 文明の利器	岡部三郎	恩地孝四郎	昭和3年11月	17
53. 面白い数学	竹内端視三	恩地孝四郎	昭和3年9月	16
54. 博物館	濱田青陵	霧島正三郎挿画、霧島正三郎口絵	昭和4年9月	27
55. 日本の名畫	笹川臨風	写真のみ	昭和4年4月	22
56. 世界の名畫	石井柏亭	写真のみ	昭和4年12月	30
57. 世界の不思議	一氏義良	挿画 鈴木淳、深澤省三	昭和3年5月	12
58. 日本の旅	田中啓爾	恩地孝四郎	昭和4年7月	25
59. 世界の旅	田中啓爾	恩地孝四郎	昭和5年3月	33
60. 隣の国々	内田寛一	渡邊審也	昭和5年8月	35
61. 日本と世界	鶴見祐輔	恩地孝四郎	昭和4年11月	29
62. 都会と田舎	小田内通敏	恩地孝四郎	昭和4年2月	20
63. 明治から大正へ	中村孝也	本田庄太郎	昭和5年2月	32
64. 歌、俳句、諺	折口信夫、高濱虚子、柳田国男共著	早川孝太郎挿画、恩地孝太郎口絵	昭和5年1月	31
65. 我家の紋年中行事	沼田頼輔、中山太郎共著	石井了介	昭和3年12月	18
66. 法制経済の話	三瀦信三、太田正孝、下村宏共著	恩地孝四郎	昭和4年12月	30
67. 図画と手工の話	山本鼎著	山本鼎著	昭和3年9月	16
68. 児童唱歌集	山田耕作、梁田貞、中山晋平、藤井清水、成田為三、草川信、本居長世、弘田龍太郎、小松耕輔曲	恩地孝四郎	昭和4年10月	28
69. 運動の話	針重敬喜	鈴木淳	昭和4年2月	20
70. 日用寶典	アルス編集部編	恩地孝四郎	昭和5年8月	35
71. 日本建国物語	鈴木三重吉	鈴木淳	昭和5年8月	36
72. 日本童謡物語	北原白秋	恩地孝四郎	昭和5年11月	38
73. 八犬傳物語	土田杏村	水島爾保布	昭和5年9月	37
74. 寶島探検物語	平田禿紀訳	深澤省三	昭和5年8月	36
75. 愛の学校物語	大木篤夫	武井武雄	昭和5年9月	37
76. 世界工芸美術物語	山本鼎著	石井了介、石井新一郎挿画	昭和5年11月	38

### 日本児童文庫 全50巻
- 『日本歴史物語（上）』（家永三郎編、鈴木正二等 挿画）〈日本児童文庫 1〉、1954年。
- 『日本歴史物語（中）』（高橋磌一編、永井潔等 挿画）〈日本児童文庫 2〉、1954年。
- 『日本歴史物語（下）』（小西四郎編、一条五郎等 挿画）〈日本児童文庫 3〉、1954年。
- 『世界名画物語』（今泉篤男編）〈日本児童文庫32〉、1956年。
- 『少年少女日本歴史小説集』（松島栄一等編、池田仙三郎等 挿画）〈日本児童文庫50〉、1953年。

### 日本児童文庫 日本児童文庫刊行会（アルス内、発売：アルス北原出版社）
- 久保喬 編『日本神話物語』（白崎海紀挿画）〈日本児童文庫 8〉、1957年。
- 古賀忠道『世界の動物園めぐり』〈日本児童文庫52〉1957年。
- 広重徹『原子と原子力の話』〈日本児童文庫65〉1958年。
- 八戸芳夫『ミツバチのふしぎ』〈日本児童文庫70〉1958年。